# Marey-lès-Fussey
Marey-lès-Fussey é uma comuna francesa na região administrativa da Borgonha-Franco-Condado, no departamento de Côte-d'Or. Estende-se por uma área de 4 km². Em 2010 a comuna tinha 60 habitantes (densidade: 15 hab./km²).